# Gallirallus lafresnayanus
Gallirallus lafresnayanus là một loài chim trong họ Rallidae.